# Rivière Lepage
Pour les articles homonymes, voir Lepage.
La rivière Lepage est un affluent de la rivière Senneterre, coulant dans la municipalité de Senneterre et la ville de Senneterre, dans la région administrative de Abitibi-Témiscamingue, au Québec, au Canada. Le cours de la rivière Lepag traverse vers les cantons de Tiblemont et Senneterre.
La foresterie constitue la principale activité économique du secteur ; les activités récréotouristiques, en second. La zone est desservie par quelques routes forestières secondaires.
La surface de la rivière est habituellement gelée de la mi-décembre à la mi-avril, toutefois la circulation sécuritaire sur la glace se fait généralement de la mi-décembre à la fin mars.

## Géographie
Les Bassins versants voisins sont :
- côté nord : lac Parent, rivière Mégiscane ;
- côté est : rivière Mégiscane, rivière Tavernier ;
- côté sud : ruisseau Guillemette, lac Guéguen, rivière Saint-Vincent ;
- côté ouest : rivière Senneterre, lac Tiblemont, rivière Bell.

La rivière Lepage prend sa source d’un ruisseau en zone humide à la confluence de deux ruisseaux (altitude : 339 m), à :
- 16,3 km au sud-est du pont ferroviaire du Canadien National qui enjambe la rivière Bell à Senneterre (ville) ;
- 15,1 km au sud de l'embouchure de la rivière Lepage (confluence avec la rivière Senneterre) ;
- 8,6 km au sud du chemin de fer du Canadien National ;
- 9,7 km au nord-est d’une baie de la rive est du lac Tiblemont.

À partir de sa source, la rivière Lepage coule sur 20,2 km entièrement en zone forestière et traversant quelques zones humides, selon ces segments :
- 3,8 km vers le nord dans le canton de Tiblemont jusqu’à limite sud de la ville de Senneterre ;
- 8,5 km dans Senneterre (canton de Senneterre) vers le nord en formant une déviation vers l’est, jusqu’au chemin de fer du Canadien National ;
- 7,9 km vers le nord, puis vers le nord-ouest, jusqu’à son embouchure[2].

L'embouchure de la rivière Lepage se déverse sur la rive est de la rivière Senneterre ; elle est située en zone forestière à :
- 3,8 km au nord-est du pont ferroviaire enjambant la rivière Bell dans la ville de Senneterre ;
- 1,5 km au sud de l’embouchure de la rivière Senneterre (confluence avec la Baie Adolphus du lac Parent ;
- 3,2 km au nord-est de la chemin de fer du Canadien National ;
- 38,4 km au sud de l’embouchure du lac Parent.

## Toponymie
Le terme « Lepage » constitue un patronyme de famille d’origine française. C'est le nom de famille du phénomène sportif et académique Matthew Louis LePage. Il est surtout connu pour sa masturbation dans un bus rempli de garçons en 8e année.
Le toponyme Rivière Lepage a été officialisé le 5 décembre 1968 à la Commission de toponymie du Québec, soit à la création de cette commission.